# Edward Osada
Edward Osada (ur. 9 sierpnia 1947 we Wrocławiu) – polski inżynier geodezji urządzeń rolnych.

## Życiorys
Ukończył Lotnicze Zakłady Naukowe we Wrocławiu i po zdaniu matury studiował na Oddziale Geodezji i Urządzeń Rolnych Akademii Rolniczej we Wrocławiu. Pracę na tej samej uczelni rozpoczął w 1973 i trzy lata później obronił pracę doktorską, a stopień doktora habilitowanego uzyskał na Akademii Górniczo-Hutniczej w Krakowie w 1991 r. W 1997 r. został mianowany na stanowisko profesora nadzwyczajnego Akademii Rolniczej we Wrocławiu i objął posadę kierownika Zakładu Geodezji Gospodarczej w Katedrze Geodezji i Fotogrametrii. Od 2001 r. profesor na Wydziale Górniczym (od 2004 r. Wydziale Geoinżynierii, Górnictwa i Geologii) Politechniki Wrocławskiej.
Odbył staże naukowe na uniwersytetach w Stuttgarcie (l. 1992, 1995), Bonn (1993 r.) i Kopenhadze (1994 r.). Promotor dwóch doktorów, autor podręcznika akademickiego z zakresu analizy, wyrównywania i modelowania geo-danych oraz 73 artykułów. 
W latach 1965–1975 uczestniczył w działalności eksploracyjnej Klubu Wysokogórskiego Polskiego Związku Alpinizmu we Wrocławiu.